# Кассен, Барбара
Барбара Кассен (фр. Barbara Cassin, 24 октября 1947, Булонь-Бийанкур) — французский филолог и философ. Избрана во Французскую академию в 2018 году.

## Биография
Училась у Мишеля Деги, Жана Бофре и Жана Боллака. Посещала семинары Хайдеггера в Торе, организованные Рене Шаром. Исследовательница языка философии, прежде всего древнегреческой (досократики, софисты, Аристотель).
Переводчица Парменида, Аристотеля, Ханны Арендт, Петера Сонди. Сотрудница Национального центра научных исследований (CNRS) и Университета Париж IV Сорбонна.
С 2007 года вместе с Аленом Бадью ведёт в парижском издательстве Файяр серию книг по философии под названием «Ouvertures».
В 2018 году избрана во Французскую академию, став девятым представителем женского пола в этом привилегированном собрании страны.

## Вклад
В своих исследованиях языка Кассен объединяет хайдеггеровское наследие, французскую теоретическую риторику (включая психоанализ Ж. Лакана) и американскую аналитическую философию. В этих исследованиях она стремится примирить две основные ветви мировой философии, аналитическую и континентальную, показав, что между языковыми играми французской теории и изучением границ обыденного языка в аналитической философии больше общего, чем различного. Софистику и риторику Кассен понимает как эксперимент по подчинению реальности аксиомам гуманитарного знания или герменевтическим правилам, так что исследование софистики позволяет понять и истоки идеологий, и формирование различных языков теоретической рефлексии, возникших в конфликте между «пластическими» возможностями речи и непознаваемой реальностью. Кассен не отделяет критику идеологий в смысле критической теории от признания прогресса теоретического мышления и изучения философских теорий с точки зрения поиска отдельными философами новых речевых форм для теоретических новаций. Поэтому её философия не может быть сведена ни к критической теории неомарксистского рода, ни к реактуализации отдельных философских концепций, старых или новых.
Она также исследует функцию языка в праве и в политическом процессе. В частности, Кассен специально изучала опыт работы южноафриканской «Комиссии по правде и примирению» с целью анализа изобретённых ею методов учреждения и пересоздания политического сообщества с помощью новых языковых практик. По её выводам, примирение, будучи эффектом речи, не может быть описано с помощью готовых языковых средств, и фрустрация человека перед собственным языком и заставляет признать права Другого и покаяться перед другим. Здесь Кассен соединяет учение блаженного Августина о покаянии как экзистенциальной ситуации и учение Ж. Деррида об исповеди как пересечении телесного и языкового, когда открывается множественность языков, недостаточность одного языка для политической и этической рефлексии.

## Труды
Наиболее фундаментальная работа Кассен — созданный по её замыслу и под её редакцией коллективный труд «Европейский словарь философий» (2004, исправленное издание 2014). Этот труд переведен полностью с дополнениями на английский, испанский, румынский, украинский, итальянский и другие языки, частично переведен на арабский язык. Русский перевод выходит отдельными томами, первый том вышел в 2015 году.

## Публикации
- Le Plaisir de parler: études de sophistique comparée/Sous la dir. de Barbara Cassin. Paris: Minuit, 1986
- Positions de la sophistique/Sous la dir. de Barbara Cassin. Paris: Vrin, 1986
- Nos Grecs et leurs modernes: les stratégies contemporaines d’appropriation de l’Antiquité/Sous la dir. de Barbara Cassin. Paris: Seuil, 1992
- L’effet sophistique. Paris: Gallimard, 1995
- Aristote et le logos: contes de la phénoménologie ordinaire. Paris: P.U.F., 1997. — ISBN 9782130488514.
- Voir Hélène en toute femme: d’Homère à Lacan. Paris: Les Empêcheurs de penser en rond, 2000 (в соавторстве с художником Морисом Матьё)
- Vocabulaire européen des philosophies. Paris : Seuil/Le Robert, 2004
- Google-moi: la deuxième mission de l’Amérique. Paris: Albin Michel, 2006
- Avec le plus petit et le plus inapparent des corps. Paris: Fayard, 2007
- Heidegger. Le nazisme, les femmes, la philosophie, Paris: Fayard, 2010 (в соавторстве с Аленом Бадью)
- Analytique/herméneutique [1997]//
- Politiques de la mémoire [2001]//  Архивная копия от 26 сентября 2007 на Wayback Machine
- Jacques le Sophiste. Lacan, logos et psychanalyse. Paris, Epel, 2012. — ISBN 978-2-35427-025-4.
- Plus d’une langue. Paris, Fayard, 2012. — ISBN 9782227483552.
- La nostalgie: Quand donc est-on chez soi?: Ulysse, Enée, Arendt. Paris: Autrement, 2013. — ISBN 978-2746734104.

### Публикации на русском языке
- Эффект софистики. Перевод с французского А. А. Россиуса. М.; СПб.: «Московский философский фонд», «Университетская книга», «Культурная инициатива», 2000 (Библиотека современной французской философии). — 238 с. — ISBN 5-85133-061-9, ISBN 5-7914-0056-4.
- Амнистия и прощение: о разделительной полосе между этикой и политикой Архивная копия от 1 октября 2012 на Wayback Machine // ГЕФТЕР, 24.09.2012.